# فرودگاه منطقه‌ای ابها
فرودگاه منطقه‌ای آبها (به انگلیسی: Abha Regional Airport) یک فرودگاه با کد یاتا AHB است که یک باند فرود آسفالت دارد و طول باند آن ۳۳۵۰ متر است. این فرودگاه در کشور عربستان سعودی قرار دارد و در ارتفاع ۲۰۹۰ متری از سطح دریا واقع شده‌است.

## شرکت‌های هواپیمایی و مقصدهای پروازی
شرکت هواپیماییs offering scheduled passenger service:
| شرکت‌های هواپیمایی  | مقصدهای پروازی |
| ------------------ | --- |
| ایر عربیا          | شارجه |
| هواپیمایی مصر      | قاهره |
| فلیکس ایرویز       | عدن، صنعا (All suspended) |
| فلای‌دبی            | دوبی |
| فلای‌ناس            | داخلی الباحه، داخلی بیشه، قاهره(starts ۳۰ اوت ۲۰۱۷), ملک فهد، محلی قصیم، ملک عبدالعزیز، منطقه‌ای جیزان، ملک خالد، بومی شروره، محلی وادی الدواسر |
| نسما ایرلاینز      | قاهره |
| Nile Air           | قاهره |
| هواپیمایی قطر      | حمد (suspended) |
| هواپیمایی سعودی    | قاهره، ملک فهد، ملک عبدالعزیز، شاهزاده محمد بن عبدالعزیز، ملک خالد، بومی شروره، محلی تبوک، محلی طائف                                           |
| هواپیمایی سعودی‌گلف | ملک فهد |

## وقایع
در ۱۲ ژوئن ۲۰۱۹، ساعت ۱۲٫۲۱ یک حمله موشک بالستیک توسط نیروهای حوثی یمن به فرودگاه منطقه‌ای ابها رخ داد که در این حمله ۲۶ نفر از ملیتهای مختلف زخمی شدند، ۱۸ نقر در صحنه مداوا شدند و ۸ نفر به بیمارستان منتقل شدند.

### واکنش‌ها
- فرحان حق سخنگوی دبیرکل سازمان ملل متحد نگرانی عمیق خود را از حملات به فرودگاهی در سعودی ابراز کرد.
- دولت امارات متحده عربی، به شدت حمله به فرودگاه بین‌المللی ابها توسط شورشیان حوثی مورد حمایت رژیم ایران را محکوم کرد.
- خالد بن احمد آل خلیفه وزیر خارجه بحرین در تویت خود نوشت: «حمله شبه نظامیان کودتاگر حوثی به فرودگاه بین‌المللی آبها، اقدامی خطرناک است که با سلاح ایرانی رخ داده و موجب صدمه زدن به افراد بی گناه شده‌است.»
- دولت کویت نیز حمله تروریستی شورشیان حوثی مورد حمایت ایران را به شدت محکوم کرد.
- وزارت خارجه مصر ضمن محکوم کردن این حمله گفت: «دولت و ملت مصر همواره در کنار دولت و ملت سعودی در برابر هر تهاجمی که امنیت و ثبات این کشور را تهدید بکند ایستاده‌است، و آن را ضروری می‌داند.»
- از سوی دیگر، سفارت آمریکا در ریاض و در پیامی در توئیتر، حمله به فرودگاه بین‌المللی جنوب سعودی را محکوم کرد.
- سعد الحریری نخست‌وزیر لبنان نیز محکوم کردن این حمله، آنرا تعرض آشکار به تأسیسات مدنی سعودی و نشانه استمرار اقدامات خبیث برای هدف قرار دادن ثبات و امنیت پادشاهی سعودی و ملت این کشور دانست.
- پارلمان عربی این حمله را محکوم کرد و مشعل بن فهم السلمی، رئیس این مجلس حمله حوثی‌ها را جنایت جنگی توصیف کرد.
- محمود عباس رئیس تشکیلات فلسطینی ضمن محکومیت این اقدام جنایتکارانه حوثی‌ها، خواستار محکومیت همه‌جانبه این اتفاق شد.[۱۰]